# ルスラン・ニグマトゥーリン
ルスラン・カリモヴィチ・ニグマトゥーリン（ロシア語: Русла́н Кари́мович Нигмату́ллин、タタール語: Руслан Кәрим улы Нигъмәтуллин1974年10月7日- ）は、ロシア・タタールスタン共和国、カザン出身の元サッカー選手。ポジションはGK。現在はロシア各都市のクラブやイベントでDJをしている。

## 選手経歴

### 初期の経歴
1974年、タタールスタン共和国の首都カザンで生まれ、13歳の時にサッカーを始めた。
エレクトロンのユースに在籍をし、イリダール・ギバドゥーリンの指導を受けた。
ルスランが住んでいた地域ではスパルタク・モスクワが人気でルスラン自身もファンであった。
少年期のアイドルはGKのリナト・ダサエフでゴールキーパーになる事を決めた。
1992年、1部（実質2部）に所属していたKAMAZと契約し、プロとしてのキャリアをスタートさせた。
KAMAZ在籍時にオリンピックのロシア代表に選ばれ、その時に強豪のスパルタク・モスクワの関心を引いた。

### スパルタク・モスクワ
1995年、FCスパルタク・モスクワへ3年契約で移籍をした。
この時、オリンピックロシア代表で友人となったドミートリー・クラマレンコが所属するFCディナモ・モスクワからオファーがあったが、元々スパルタクに入る事が夢であった為に断った。
強豪スパルタクでは、心理的な問題で凡ミスを繰り返しプレーに精彩を欠いた。
リザーブチームとトップチームを行き来している間に、スパルタクに加入をしたGKのアレクサンドル・フィリモノフは着々とレギュラーを掴んだ。
その後、夢であったクラブではレギュラー争いに敗れ、1998年、FCロコモティフ・モスクワからのオファーを受け入れ移籍をした。

### ロコモティフ・モスクワ
スパルタクでの不調から一転して、ロコモティフでは移籍後直ぐにレギュラーを掴んだ。その年のロシアリーグ・ベストプレイヤー33のGK部門ではフィリモノフに次ぐ2位に選ばれた。
2000年と2001年にはロシア・カップ優勝に貢献。リーグ戦では優勝はしなかったもののリーグ最小失点を記録した。2001年、これらの活躍が認められてスポルト・エクスプレス紙のロシア年間最優秀サッカー選手賞に輝いた。GKとして初の快挙であり、クラブ、代表での活躍により海外クラブから注目を集めた。

### イタリア移籍
2002年、自身の絶頂期に海外挑戦する事を選択。イタリア・セリエAに所属していたエラス・ヴェローナへ4年半の契約で移籍をした。
2月17日、第23節のインテル戦でヴェローナGKのフェロンが前半20分で負傷退場した為に出番が回り、念願のセリエAデビューをしたが、3失点を許し3-0で敗れた。
当時のヴェローナ監督のマレザーニには「満足したし、驚いた部分もあった」と評されたが、次節以降はフェロンが復帰したため出場機会には恵まれなかった。
最終節でエラス・ヴェローナはセリエBに降格、PFC CSKAモスクワへレンタル移籍をした。シーズン途中での加入であったが、CSKAでは安定した成績を残した。
2003年にはイタリアのSSラツィオの幹部に移籍を約束されたが叶うことは無く、移籍期間終了の2日前にサレルニターナ・カルチョ1919への移籍を決め半年間在籍をした。

### 帰国後
退団後は古巣のロコモティフ・モスクワと契約をしたが、出場したのは1試合のみであった。
2005年、ロシア・プレミアリーグに昇格を果たしたFCテレク・グロズヌイに移籍をし、レギュラーとしてプレーをした。しかしクラブは2部リーグのファーストディビジョンへ降格をした。2005年、現役から退く事を発表。引退後はスポーツ・ジャーナリストやビジネスを生業としたが、この内のスポーツ・ジャーナリストの仕事は本人にとって苦痛であった。

### 代表
1994年から1995までオリンピックのロシア代表に選ばれ5試合に出場をした。2000年4月26日、アメリカ代表との親善試合でA代表デビューを果たした。2002 FIFAワールドカップでは第一GKとして招集され、計3試合に出場をしたがグループステージで敗退をした。その後はクラブでの不調により、2002年8月21日に行われたスウェーデン代表との試合を最後に代表に招集されなくなった。代表では2000年から2002年までの間に24試合に出場をした。

## 引退後
2008年、現役復帰を発表。同世代がまだ現役の選手としてプレーしていた事も復帰のひとつの理由であった。ファーストディビジョンに所属していたFC SKAロストフ・ナ・ドヌへ移籍をした。シーズン終了後にはFCアンジ・マハチカラと契約をした。2009年3月20日、ロコモティフ-2へ半年間の契約で移籍をした。セカンドディビジョン(3部)への移籍であったが、本人は再びロコモティフ・モスクワでプレーしたかったと語った。2009年7月9日、双方の合意により契約を解除した。その後、イスラエルのマッカビ・アヒ・ナザレFCへ移籍。当初は慣れない環境ゆえに順応出来ずにいたが徐々に適応していった。2009年11月11日、現役引退を表明。
引退後はDJに転身をした。サッカーを始める前は音楽教室に通い、ミュージシャンになる事に憧れを持っていたが、サッカーへの情熱が上回り諦めていた。

## 所属クラブ
- KAMAZナーベレジヌイェ・チェルヌイ 1992-1994
- FCスパルタク・モスクワ 1995-1997
- FCロコモティフ・モスクワ 1998-2001
- エラス・ヴェローナ 2002–2004

→ PFC CSKAモスクワ 2002 (loan)
→ サレルニターナ・カルチョ1919 2003 (loan)
- FCロコモティフ・モスクワ 2004
- FCテレク・グロズヌイ 2005
- FC SKAロストフ・ナ・ドヌ 2008
- FCロコモティフ2・モスクワ 2009
- マッカビ・アヒ・ナザレFC 2009

## 個人成績
| クラブ成績 | クラブ成績             | クラブ成績                 | リーグ | リーグ                            | カップ     | カップ     | リーグ杯 | リーグ杯 | 国際大会   | 国際大会   | 通算 | 通算 |
| シーズン   | クラブ                 | リーグ                     | 出場   | 得点                              | 出場       | 得点       | 出場     | 得点     | 出場       | 得点       | 出場 | 得点 |
| ロシア     | ロシア                 | ロシア                     | リーグ | リーグ                            | ロシア杯   | ロシア杯   | リーグ杯 | リーグ杯 | ヨーロッパ | ヨーロッパ | 通算 | 通算 |
| ---------- | ---------------------- | -------------------------- | ------ | --------------------------------- | ---------- | ---------- | -------- | -------- | ---------- | ---------- | ---- | ---- |
| 1992       | KAMAZ                  |                            | 7      | 0                                 |            |            |          |          |            |            |      |      |
| 1993       | KAMAZ                  | ロシア・プレミアリーグ     | 1      | 0                                 |            |            |          |          |            |            |      |      |
| 1994       | KAMAZ                  | ロシア・プレミアリーグ     | 11     | 0                                 |            |            |          |          |            |            |      |      |
| 1995       | スパルタク・モスクワ   | ロシア・プレミアリーグ     | 15     | 0                                 |            |            |          |          |            |            |      |      |
| 1996       | スパルタク・モスクワ   | ロシア・プレミアリーグ     | 10     | 0                                 |            |            |          |          |            |            |      |      |
| 1997       | スパルタク・モスクワ   | ロシア・プレミアリーグ     | 2      | 0                                 |            |            |          |          |            |            |      |      |
| 1998       | ロコモティフ・モスクワ | ロシア・プレミアリーグ     | 30     | 0                                 |            |            |          |          |            |            |      |      |
| 1999       | ロコモティフ・モスクワ | ロシア・プレミアリーグ     | 29     | 0                                 |            |            |          |          |            |            |      |      |
| 2000       | ロコモティフ・モスクワ | ロシア・プレミアリーグ     | 29     | 0                                 |            |            |          |          |            |            |      |      |
| 2001       | ロコモティフ・モスクワ | ロシア・プレミアリーグ     | 27     | 0                                 |            |            |          |          |            |            |      |      |
| イタリア   | イタリア               | イタリア                   | リーグ | リーグ                            | イタリア杯 | イタリア杯 | リーグ杯 | リーグ杯 | ヨーロッパ | ヨーロッパ | 通算 | 通算 |
| 2001–02    | エラス・ヴェローナ     | セリエA                    | 1      | 0                                 |            |            |          |          |            |            |      |      |
| ロシア     | ロシア                 | ロシア                     | リーグ | リーグ                            | ロシア杯   | ロシア杯   | リーグ杯 | リーグ杯 | ヨーロッパ | ヨーロッパ | 通算 | 通算 |
| 2002       | CSKAモスクワ           | ロシア・プレミアリーグ     | 14     | 0                                 |            |            |          |          |            |            |      |      |
| イタリア   | イタリア               | イタリア                   | リーグ | リーグ                            | イタリア杯 | イタリア杯 | リーグ杯 | リーグ杯 | ヨーロッパ | ヨーロッパ | 通算 | 通算 |
| 2003–04    | サレルニターナ         | セリエB                    | 14     | 0                                 |            |            |          |          |            |            |      |      |
| 2003-04    | エラス・ヴェローナ     | セリエB                    | 9      | 0                                 |            |            |          |          |            |            |      |      |
| ロシア     | ロシア                 | ロシア                     | リーグ | リーグ                            | ロシア杯   | ロシア杯   | リーグ杯 | リーグ杯 | ヨーロッパ | ヨーロッパ | 通算 | 通算 |
| 2004       | ロコモティフ・モスクワ | ロシア・プレミアリーグ     | 1      | 0                                 |            |            |          |          |            |            |      |      |
| 2005       | テレク・グロズヌイ     | ロシア・プレミアリーグ     | 19     | 0                                 |            |            |          |          |            |            |      |      |
| イスラエル | イスラエル             | イスラエル                 | リーグ | リーグ                            | カップ     | カップ     | リーグ杯 | リーグ杯 | ヨーロッパ | ヨーロッパ | 通算 | 通算 |
| 2009–10    | マッカビ・アヒ・ナザレ | イスラエル・プレミアリーグ | 8      | 0                                 | 0          | 0          | 5        | 0        | 0          | 0          | 13   | 0    |
| 通算       | ロシア                 | ロシア                     | 196    | 0\|\|\|\|\|\|\|\|\|\|\|\|\|\|\|\| |            |            |          |          |            |            |      |      |
| 通算       | イタリア               | イタリア                   | 24     | 0\|\|\|\|\|\|\|\|\|\|\|\|\|\|\|\| |            |            |          |          |            |            |      |      |
| 通算       | イスラエル             | イスラエル                 | 8      | 0                                 | 0          | 0          | 5        | 0        | 0          | 0          | 13   | 0    |
| 総通算     | 総通算                 | 総通算                     | 228    | 0\|\|\|\|\|\|\|\|\|\|\|\|\|\|\|\| |            |            |          |          |            |            |      |      |

## 代表歴

### 出場大会
- ロシア代表
  - 2002 FIFAワールドカップ

### 試合数
- 国際Aマッチ 24試合 0得点（2000年-2002年）[6]

| ロシア代表 | 国際Aマッチ | 国際Aマッチ |
| 年         | 出場        | 得点        |
| ---------- | ----------- | ----------- |
| 2000       | 5           | 0           |
| 2001       | 10          | 0           |
| 2002       | 9           | 0           |
| 通算       | 24          | 0           |

## タイトル

### クラブ
FCスパルタク・モスクワ
- ロシア・プレミアリーグ：2 (1996, 1997)

FCロコモティフ・モスクワ
- ロシア・プレミアリーグ：1 (2004)
- ロシア･カップ：2 (2000, 2001)

### 個人
- ロシア年間最優秀サッカー選手賞：1 (2001)
- ロシアリーグ・ベストプレイヤー33 (GK部門)：No.1 (2000, 2001)  No.2 (1998, 1999, 2002)